# Spicy Detective

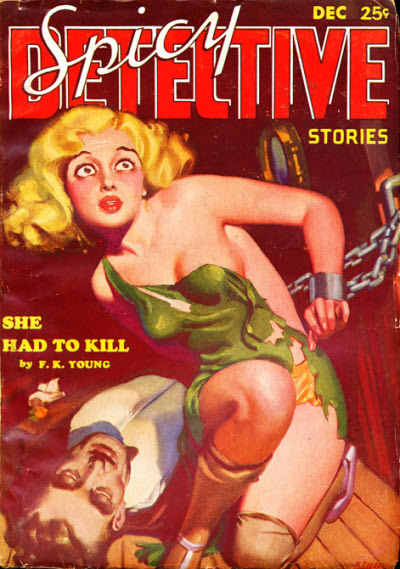
Capa da revista Spicy Detective, 1934.

Spicy Detective foi uma revista pulp americana publicada pela Culture Publications. Foram publicados no total 104 volumes de abril de 1934 a dezembro de 1942, quando seu título foi mudado para Speed Detective Stories